# Publio Cornelio Escipión Nasica Serapión

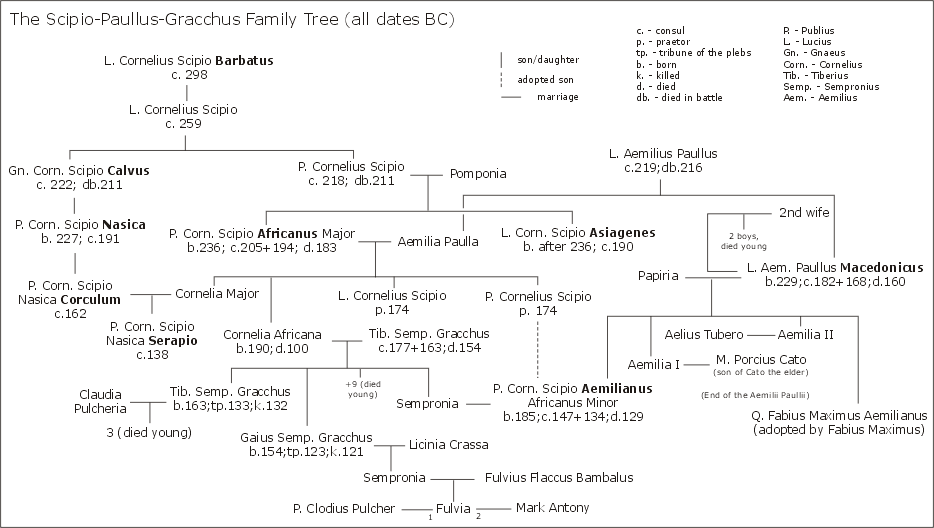
Genealogía de los Escipiones

Publio Cornelio Escipión Nasica Serapión (en latín, Publius Cornelius Scipio Nasica Serapio; c. 183 a. C.-132 a. C.), hijo de Publio Cornelio Escipión Nasica Córculo y de Cornelia la Mayor (hija de Publio Cornelio Escipión el Africano), fue un militar y político romano de la República romana.
Fue uno de los más destacados partidarios de la aristocracia, repetidamente mencionado por Cicerón como líder del Senado, y uno de los principales instigadores del asesinato del tribuno de la plebe, Tiberio Sempronio Graco.

## Biografía

### Carrera política
Es mencionado por primera vez en el año 149 a. C. cuando, junto con Cneo Cornelio Escipión Hispalo, fue enviado a Cartago a pedir la rendición, cosa que no obtuvieron. Sucede a su padre como Póntifice Máximo en 141 a. C.. Fue candidato a edil, pero no fue elegido. Sin embargo fue elegido cónsul en 138 a. C., con Décimo Junio Bruto Galaico. 
Debido a la severidad con que los dos cónsules dirigieron el reclutamiento de tropas, fueron encausados y encarcelados por el tribuno de la plebe Cayo Curiacio; fue este último quien dio a Escipión el mote de Serapión por su similitud con un vendedor de animales para el sacrificio, y que, más tarde, se convirtió en un apellido distinguido.
Enemigo personal de su primo Tiberio Sempronio Graco (ambos eran nietos de Publio Cornelio Escipión el Africano), dirige la oposición a su política agraria.

### La crisis de 133a.C.
En el año 133 a. C., Tiberio Graco se presenta a la Asamblea para intentar la reelección en su cargo de tribuno, pero el pueblo le vuelve la espalda. En una sesión muy poco concurrida, Serapión lidera una revuelta de senadores y caballeros contra los escasos seguidores de Tiberio Graco. La asamblea se disuelve por los disturbios. 
Al día siguiente, se reúne de nuevo, en el templo de Júpiter Capitolino, mientras el Senado espera acontecimientos, pero estallan nuevos disturbios. Los senadores exigen al cónsul Publio Mucio Escévola que actúe contra Tiberio Graco, y al negarse, Serapión proclama: 

"como el cónsul traiciona al Estado, los que quieran obedecer las leyes que me sigan"

 Y posteriormente, con un grupo de senadores, abandona el lugar donde se encontraban reunidos. La gente huye ante ellos, pero Graco tropieza en su huida, y su enemigo le da muerte a garrotazos.

### Su destino final
Para evitar la venganza de los populares, Serapión es enviado por el Senado a Asia, en la comisión que debía concertar la sucesión de Átalo III, el cual había legado el reino de Pérgamo a Roma, y acababa de morir. Esto, a pesar de que, teóricamente no podía abandonar Roma, en su calidad de Pontífice máximo.
Al año siguiente, murió en Pérgamo, probablemente envenenado por agentes de los Graco.[cita requerida]